# Neisseria subflava
Neisseria subflavaは、ヒトの上気道にで見つかる常在菌である。グラム陰性双球菌である。オキシダーゼ試験では青色の陽性結果が出る。非病原性と考えられているが、まれに術後髄膜炎（神経学的手術後）の原因菌となることがあり、手術部位感染（SSI）と呼ばれる。